# Cantonul Port-Saint-Louis-du-Rhône
Cantonul Port-Saint-Louis-du-Rhône este un canton din arondismentul Arles, departamentul Bouches-du-Rhône, regiunea Provence-Alpes-Côte d'Azur, Franța.

## Comune
- Port-Saint-Louis-du-Rhône